# Sasanivka, Polonne
Sasanivka (în ucraineană Сасанівка) este localitatea de reședință a comunei Sasanivka din raionul Polonne, regiunea Hmelnîțkîi, Ucraina.

## Demografie
Componența lingvistică a localității Sasanivka
     Ucraineană (97,51%)
     Rusă (2,24%)
     Alte limbi (0,25%)
Conform recensământului din 2001, majoritatea populației localității Sasanivka era vorbitoare de ucraineană (97,51%), existând în minoritate și vorbitori de rusă (2,24%).